# 야카와촌
야카와촌(八川村)은 시마네현 니타군에 있던 촌이다. 현재의 오쿠이즈모정에 해당한다.